# Nutricionisme
El nutricionisme és un paradigma que pressuposa que els nutrients científicament identificats en els aliments són els que determinen el valor dels diferents aliments que formen la dieta. Des d'un altre punt de vista, expressa la idea que el valor nutricional del que es menja és la suma de tots els nutrients individuals, vitamines i altres components. Un altre aspecte del terme és la implicació que l'únic objectiu de menjar és promoure la salut del cos. El terme és molt pejoratiu, ja que implica que aquesta forma de considerar el menjar és simplista i perillosa. L'impulsor més fervent del terme, el periodista Michael Pollan, afirma que el valor nutricional del menjar és "més gran que la suma de les parts."
El concepte, atribuït en principi a Gyorgy Scrinis, fou popularitzat per Michael Pollan. La clau de la concepció del nutricionisme, segons Pollan, és "la suposició àmpliament compartida encara no demostrada ... que la clau per entendre el menjar es troba en el nutrient". Atès que els nutrients són invisibles, cal confiar llavors en els experts nutricionistes perquè facin les eleccions pel que fa als aliments. Pollan sosté que atès que la ciència té una comprensió incompleta de com els aliments afecten el cos humà, el basar-se només en la informació sobre els nutrients ha portat a les persones i als forjadors de polítiques a prendre nombroses decisions errònies pel que fa a temes de nutrició. Pollan culpa els nutricionistes de molts dels problemes de salut relacionats amb la dieta del món occidental actual. Compara el nutricionista amb una religió, que descansa sobre "sacerdots" (científics nutricionistes i periodistes) que interpreten les ortodòxies més recents per a les masses. Igual que en moltes religions, el nutricionista ha dividit el món en components bons i dolents, si bé el que és bo o dolent pot canviar dramàticament amb el transcurs del temps.
Pollan creu que el nutricionista té falles inherents a causa d'un biaix reductiu en la ciència pel que fa a aïllar i estudiar factors individuals en forma desconnectada dels seus contextos com ara dieta i cultura, factors que en nombroses oportunitats s'ha demostrat exerceixen un impacte molt important en els resultats a nivell nutricional. Tot i que els científics han intentat estudiar factors com ara la cultura, la dieta i els patrons de consum a llarg termini, les enormes dificultats existents per realitzar mesures precises que es relacionen amb components nutricionals individuals –i obtenir conclusions rellevants en el millor dels casos–, han donat lloc a resultats incomplets, mentre que en altres han donat lloc a resultats enganyosos –sinó perillosos–.